# Divizia B 1961–1962
Divizia B 1961–1962 a fost al 22-lea sezon al celui de-al doilea nivel al sistemului de ligi ale fotbalului românesc.

## Formatul
Formatul a fost menținut la trei serii, fiecare dintre ele având 14 echipe. La sfârșitul sezonului, câștigătorii seriei promovează în Divizia A, iar ultimele două locuri din fiecare serie retrogradează la Campionatul Regional.

## Schimbări de echipe
| În Divizia B Promovate din Campionatul Regional Crișul Oradea ASMD Satu Mare Carpați Sinaia Ceahlăul Piatra Neamț CFR Arad Rapid Târgu Mureș Știința Galați Retrogradate din Divizia A CSMS Iași Farul Constanța Corvinul Hunedoara | Din Divizia B Retrogradate în Campionatul Regional Unirea Iași CFR Electroputere Craiova Gloria Bistrița Rulmentul Bârlad Drobeta Turnu-Severin Dinamo Barza Promovate în Divizia A Metalul Târgoviște Dinamo Pitești Jiul Petroșani |

### Echipe excluse
Dinamo Săsar s-a desființat la sfârșitul sezonului precedent.

### Echipe redenumite
Academia Militară București a fost redenumită Olimpia București.
AMEF Arad a fost redenumit Vagonul Arad.
CFR Timișoara a fost redenumit CSO Timișoara.
CSM Brăila a fost redenumit CSO Brăila.
SNM Constanța a fost redenumit Portul Constanța.

## Clasamentele ligii

### Seria I
| Loc | Echipa                 | MJ | V  | E  | Î  | GM | GP | DG  | Pct | Promovare sau retrogradare               |
| --- | ---------------------- | -- | -- | -- | -- | -- | -- | --- | --- | ---------------------------------------- |
| 1   | CSMS Iași (C, P)       | 26 | 16 | 6  | 4  | 67 | 23 | +44 | 38  | Promovarea în Divizia A                  |
| 2   | Poiana Câmpina         | 26 | 16 | 2  | 8  | 55 | 28 | +27 | 34  |                                          |
| 3   | Prahova Ploiești       | 26 | 9  | 12 | 5  | 39 | 32 | +7  | 30  |                                          |
| 4   | Carpați Sinaia         | 26 | 13 | 4  | 9  | 57 | 50 | +7  | 30  |                                          |
| 5   | Foresta Fălticeni      | 26 | 11 | 5  | 10 | 30 | 37 | −7  | 27  |                                          |
| 6   | Dinamo Galați          | 26 | 10 | 6  | 10 | 44 | 47 | −3  | 26  |                                          |
| 7   | Brăila                 | 26 | 8  | 10 | 8  | 29 | 34 | −5  | 26  |                                          |
| 8   | Ceahlăul Piatra Neamț  | 26 | 10 | 6  | 10 | 31 | 40 | −9  | 26  |                                          |
| 9   | Știința Galați         | 26 | 11 | 3  | 12 | 35 | 39 | −4  | 25  |                                          |
| 10  | Rapid Focșani          | 26 | 8  | 7  | 11 | 35 | 45 | −10 | 23  |                                          |
| 11  | Flacăra Moreni         | 26 | 7  | 7  | 12 | 34 | 42 | −8  | 21  |                                          |
| 12  | CFR Pașcani            | 26 | 9  | 3  | 14 | 34 | 45 | −11 | 21  |                                          |
| 13  | Dinamo Suceava (R)     | 26 | 8  | 3  | 15 | 34 | 40 | −6  | 19  | Retrogradarea în Campionatul Districtual |
| 14  | Steaua Roșie Bacău (R) | 26 | 5  | 8  | 13 | 23 | 45 | −22 | 18  | Retrogradarea în Campionatul Districtual |

### Serie II
| Loc | Echipa                 | MJ | V  | E | Î  | GM | GP | DG  | Pct | Promovare sau retrogradare               |
| --- | ---------------------- | -- | -- | - | -- | -- | -- | --- | --- | ---------------------------------------- |
| 1   | Farul Constanța (C, P) | 26 | 16 | 3 | 7  | 60 | 26 | +34 | 35  | Promovarea în Divizia A                  |
| 2   | CSM Reșița             | 26 | 15 | 2 | 9  | 52 | 41 | +11 | 32  |                                          |
| 3   | Dinamo Obor București  | 26 | 14 | 4 | 8  | 48 | 39 | +9  | 32  |                                          |
| 4   | Știința Craiova        | 26 | 11 | 7 | 8  | 40 | 26 | +14 | 29  |                                          |
| 5   | CFR Roșiori            | 26 | 12 | 3 | 11 | 41 | 43 | −2  | 27  |                                          |
| 6   | Metalul București      | 26 | 10 | 5 | 11 | 34 | 44 | −10 | 25  |                                          |
| 7   | CSM Sibiu              | 26 | 10 | 5 | 11 | 32 | 43 | −11 | 25  |                                          |
| 8   | Chimia Făgăraș         | 26 | 10 | 4 | 12 | 47 | 49 | −2  | 24  |                                          |
| 9   | Chimia Govora          | 26 | 8  | 8 | 10 | 27 | 32 | −5  | 24  |                                          |
| 10  | Mediaș                 | 26 | 8  | 8 | 10 | 24 | 29 | −5  | 24  |                                          |
| 11  | Tractorul Brașov       | 26 | 8  | 7 | 11 | 37 | 40 | −3  | 23  |                                          |
| 12  | Știința București      | 26 | 9  | 4 | 13 | 38 | 47 | −9  | 22  |                                          |
| 13  | Olimpia București (R)  | 26 | 8  | 6 | 12 | 35 | 44 | −9  | 22  | Retrogradarea în Campionatul Districtual |
| 14  | Portul Constanța (R)   | 26 | 7  | 6 | 13 | 32 | 44 | −12 | 20  | Retrogradarea în Campionatul Districtual |

### Serie III
| Loc | Echipa                 | MJ | V  | E  | Î  | GM | GP | DG  | Pct | Promovare sau retrogradare               |
| --- | ---------------------- | -- | -- | -- | -- | -- | -- | --- | --- | ---------------------------------------- |
| 1   | Crișana Oradea (C, P)  | 26 | 17 | 3  | 6  | 45 | 24 | +21 | 37  | Promovarea în Divizia A                  |
| 2   | IS Câmpia Turzii       | 26 | 14 | 6  | 6  | 58 | 27 | +31 | 34  |                                          |
| 3   | Mureșul Târgu Mureș    | 26 | 13 | 6  | 7  | 49 | 35 | +14 | 32  |                                          |
| 4   | CSO Timișoara          | 26 | 13 | 5  | 8  | 37 | 32 | +5  | 31  |                                          |
| 5   | Vagonul Arad           | 26 | 13 | 4  | 9  | 43 | 29 | +14 | 30  |                                          |
| 6   | F.C. Baia Mare         | 26 | 13 | 3  | 10 | 39 | 41 | −2  | 29  |                                          |
| 7   | CSM Cluj               | 26 | 10 | 8  | 8  | 32 | 31 | +1  | 28  |                                          |
| 8   | Arieșul Turda          | 26 | 9  | 9  | 8  | 39 | 34 | +5  | 27  |                                          |
| 9   | Recolta Carei          | 26 | 8  | 10 | 8  | 33 | 40 | −7  | 26  |                                          |
| 10  | CFR Arad               | 26 | 6  | 8  | 12 | 31 | 36 | −5  | 20  |                                          |
| 11  | Crișul Oradea          | 26 | 6  | 7  | 13 | 31 | 49 | −18 | 19  |                                          |
| 12  | ASMD Satu Mare         | 26 | 7  | 5  | 14 | 20 | 35 | −15 | 19  |                                          |
| 13  | Rapid Târgu Mureș (R)  | 26 | 6  | 6  | 14 | 23 | 42 | −19 | 18  | Retrogradarea în Campionatul Districtual |
| 14  | Corvinul Hunedoara (R) | 26 | 4  | 6  | 16 | 18 | 43 | −25 | 14  | Retrogradarea în Campionatul Districtual |